# Hipótese da floresta negra
A Hipótese da Floresta Negra é uma proposta que busca explicar o Paradoxo de Fermi, que questiona por que, apesar da alta probabilidade de existência de civilizações extraterrestres, ainda não tivemos contato com nenhuma delas. Essa hipótese sugere que, no vasto universo, civilizações inteligentes optam por se manter em silêncio e ocultas para garantir sua própria sobrevivência.
Origem da Hipótese
A ideia central da Hipótese da Floresta Negra foi apresentada pelo autor chinês Liu Cixin em seu romance de ficção científica "A Floresta Sombria" (2008), o segundo livro da trilogia "O Problema dos Três Corpos". No livro, o universo é comparado a uma floresta escura onde cada civilização é como um caçador armado, temeroso e cauteloso. Nessa metáfora, revelar sua própria posição pode ser fatal, pois outras civilizações podem interpretar qualquer sinal como uma ameaça e responder com hostilidade. 
Princípios Fundamentais
A hipótese baseia-se em dois pressupostos principais:
1. Sobrevivência como Prioridade: Toda civilização avançada busca garantir sua própria existência.
2. Incerteza sobre Intenções Alheias: Não há como uma civilização saber com certeza se outra civilização é pacífica ou hostil.
Diante dessa incerteza e visando a autopreservação, a estratégia mais segura seria permanecer em silêncio absoluto, evitando qualquer forma de detecção. Assim, o universo se assemelha a uma floresta escura onde todos se escondem, temendo revelar sua posição. 
Relação com o Paradoxo de Fermi
O Paradoxo de Fermi levanta a questão: se há uma alta probabilidade de existência de vida inteligente no universo, por que ainda não detectamos nenhuma evidência? A Hipótese da Floresta Negra oferece uma possível resposta ao sugerir que todas as civilizações inteligentes optam por se esconder para evitar possíveis ameaças, explicando assim o silêncio cósmico que observamos. 
Críticas e Debates
Embora intrigante, a Hipótese da Floresta Negra não é universalmente aceita. Alguns críticos argumentam que, com os vastos recursos disponíveis no universo, não haveria necessidade de competição ou hostilidade entre civilizações. Além disso, a hipótese assume que todas as civilizações pensariam e agiriam de maneira semelhante em relação à autopreservação, o que pode não ser o caso. 
Por outro lado, defensores da hipótese apontam que, mesmo com recursos abundantes, a incerteza sobre as intenções de outras civilizações poderia levar a um comportamento cauteloso e reservado. A decisão de permanecer em silêncio seria uma medida preventiva para evitar possíveis confrontos.
Considerações Finais
A Hipótese da Floresta Negra oferece uma perspectiva sombria sobre a interação entre civilizações no cosmos, sugerindo que o silêncio que percebemos pode ser resultado de uma estratégia universal de sobrevivência. Embora seja uma teoria especulativa, ela adiciona uma dimensão importante ao debate sobre a existência de vida inteligente além da Terra e as possíveis razões para nossa falta de contato com essas civilizações.
1. 1 2 3  «Fermi paradox». Wikipedia (em inglês). 13 de março de 2025. Consultado em 13 de março de 2025
2. ↑  «Liu Cixin». Wikipedia (em inglês). 11 de março de 2025. Consultado em 13 de março de 2025
3. ↑  «The Dark Forest». Wikipedia (em inglês). 28 de fevereiro de 2025. Consultado em 13 de março de 2025
4. ↑  «The Three-Body Problem (novel)». Wikipedia (em inglês). 24 de fevereiro de 2025. Consultado em 13 de março de 2025